# Severo Sebokht
Severo Sebokht (Sēḇôḵt), chiamato anche  Sebokht di Nisibi (in siriaco ܣܘܪܘܣ ܣܝܒܘܟܬ); Nisibi, circa 575 – Qinnasrin, 667) è stato un astronomo e vescovo cristiano orientale siro; fu una delle figure di spicco del cristianesimo siriaco.
Per la sua cultura filosofica e scientifica è considerato il rappresentante per eccellenza della scienza astronomica dei Siri.

## Biografia
Sono note solamente le tappe essenziali della sua vita.
Nato a Nisibi, città del Vicino Oriente sotto l’Impero persiano, insegnò nella Scuola teologica. Chierico della Chiesa ortodossa siriaca, di dottrina monofisita, nel 612 si dimise dopo una lite dottrinale con i  nestoriani. Risiedette nel monastero di Qinnasrin (vicino a Dura Europos, sulla riva sinistra dell'Eufrate), uno dei principali luoghi di conservazione del sapere del Vicino Oriente. Dopo essere stato consacrato vescovo, continuò a scrivere almeno fino al 665.
Come molti suoi contemporanei, Severo era un semita ellenizzato. Nato e vissuto in un ambiente semitico, la sua formazione si era svolta su testi greci. Aveva quindi assorbito il pensiero dei grandi filosofi e scienziati ellenici, da Aristotele a Tolomeo. Nonostante ammirasse la cultura greca, non per questo ne era rimasto soggiogato. Anzi, continuò a criticare l'egemonia culturale del mondo di lingua greca rispetto a quello dell'ambiente dov'era nato.

## Opere
Severo insegnò la filosofia di Aristotele, in particolare la logica. Su questo argomento nel 638 scrisse il Trattato sui sillogismi negli “Analitici primi”; fu autore di commentari su altri testi filosofici. Gli si deve anche la traduzione dal pahlavi al siriaco del commentario di Paolo il Persiano al De interpretatione di Aristotele.
Severo ha anche svolto un ruolo importante nella trasmissione della scienza indiana nell'Impero persiano. Dobbiamo a lui la prima menzione delle cifre indiane (ossia “arabe”) e del loro utilizzo per effettuare calcoli con il sistema posizionale decimale. In un celebre passo Severo espresse ammirazione per la scienza degli indiani, segnalando "i loro programmi di calcolo che superano tutto ciò che si può immaginare" e osservando che "questi calcoli si fanno con nove segni" (lo zero venne introdotto più tardi). Nel VII secolo anche gli arabi conoscevano il sistema numerale indiano, ma i primi libri che lo usarono apparvero solo nel IX secolo (Algoritmi di numero indorum di al-Khawarizmi, 825 circa, noto solo nella versione latina).

### Opere di astronomia
Fu in astronomia che Severo diede il maggiore contributo alla conoscenza scientifica. In rottura con la concezione ascientifica della famosa Scuola di Antiochia (III-V secolo), fece da tramite per la trasmissione del sapere astronomico tolemaico verso il mondo siriaco e persiano. Aveva familiarità con le cosiddette Tavole di Toledo, di origine sasanide. Potrebbe aver tradotto l'Almagesto di Tolomeo in siriaco. Allo stesso modo va rimarcato il suo ruolo di tramite con la cultura greca nell'aver fatto conoscere in Persia l'astrolabio greco. In diversi passaggi delle sue opere si pone saldamente in favore dell'uso del metodo scientifico e si oppone all'astrologia speculativa.
Severo scrisse due importanti trattati di astronomia, il primo sull'astrolabio e il secondo sulle costellazioni astrali:
Il Trattato sull’astrolabio è composto da due parti:
- Nella prima descrive in dettaglio la struttura e l'uso dell'astrolabio. Sono esaminati gli elementi di base dello strumento: cerchio graduato, braccio rotante, lamina e rete;
- La seconda riguarda le istruzioni sul suo uso effettivo; si compone di 25 capitoli (due – i capp. 12 e 20 – sono andati perduti).

I seguenti capitoli riguardano le applicazioni dello strumento:
- La determinazione dell'ora del giorno e della notte (1-3);
- La longitudine del Sole, della Luna e dei pianeti e la latitudine della Luna (4-6);
- La verifica dello strumento (7-8);
- L'osservazione del sorgere e del calare dei diversi segni (9-10, 25);
- La durata del giorno nel corso delle stagioni (11);
- La posizione geografica, longitudine e latitudine delle città e differenze di mezzogiorno locale (13-15);
- Le ascensioni rette (16);
- Le latitudini dell'osservatore e delle ore equinoziali (17-18);
- La longitudine e la latitudine delle stelle e la loro prima e ultima visibilità (19, 21);
- L'eclittica e la declinazione del sole (22-23);
- Le cinque zone aristoteliche sulla sfera terrestre e sulla volta celeste(24).

La seconda importante opera di astronomia di Severo fu il Discorso sulle costellazioni, scritto nel 660, vale a dire pochi anni dopo l'occupazione araba della Persia. Se ne sono conservati diciotto capitoli:
- I primi cinque capitoli sono una critica scientifica delle affermazioni degli astrologi sulle origini e il significato delle costellazioni. Le interpretazioni figurate delle costellazioni (“carro maggiore”, “carro minore”, eccetera) sono il risultato dell'immaginazione umana. È importante sottolineare che il capitolo 4 include brani dei Fenomeni di Arato di Soli (315 a.C. - 240 a.C. Circa) riguardanti molte costellazioni;
- I successivi 13 capitoli (6-18) sono dedicati a un'analisi scientifica dei cieli e della terra. Qui Severo descrive le 46 costellazioni e le principali stelle. Si occupa anche della geografia celeste della Via Lattea e dei dieci "circoli" del cielo, tra cui i tropici, l'equatore, il meridiano, l'orizzonte e l'eclittica;
- In tre capitoli (14-16) Severo descrive le sette zone climatiche, le loro posizioni ed estensione, la loro relazione con il Sole, la lunghezza del giorno e della notte in ciascuna zona, secondo le tavole di Tolomeo;
- Negli ultimi due capitoli Severo tratta delle dimensioni della Terra e del cielo e delle regioni abitate e disabitate della Terra.
- Nel 665 Severo inserì nel trattato nove capitoli aggiuntivi, scritti in forma di lettera, che affrontano vari problemi astronomici, cosmologici e matematici. In uno di essi risponde al sacerdote greco Basilio, periodeuta[4] a Cipro, a una domanda sulla possibilità delle congiunzioni dei sette pianeti del sistema solare allora conosciuto[5].

Le altre lettere trattano varie puntualizzazioni sulle zone climatiche, l'astrolabio, la determinazione della data della Pasqua dell'anno 665 e la data della nascita di Cristo.
In altri passi delle sue opere, Severo tratta delle fasi della luna e delle eclissi, fornendone una spiegazione scientifica per dissipare l'idea popolare secondo la quale un drago fosse responsabile di tali eventi.

## Eredità culturale
Come scrisse efficacemente Ahmed Djebbar, "I suoi studenti erano la vera staffetta con la nascente tradizione scientifica araba mentre vivevano e insegnavano come soggetti del nuovo impero. Tra questi vi sono: Giacobbe di Edessa (633/40 - 708), che tradusse parte dell'opera medica di Galeno, Attanasio di Balad (634 - 686/687) e Giorgio delle Nazioni, che rese noti nel mondo siriaco l'Isagoge di Porfirio nonché l'Organon e le Categorie di Aristotele.

### Manoscritti
Le opere conosciute di Severo Sebokht sono contenute nei seguenti manoscritti:
- Parigi, Biblioteca nazionale di Francia, MSyriaque 346 (questo manoscritto contiene una quantità cospicua delle opere di Severo, ed è la fonte principale delle sue opere).
- Birmingham, Mingana Collection, 43.
- Londra, British Library, M. 14538, 14546, 14660, 17156.
- Musei statali di Berlino, Petermann I 26 (M. 186 nel catalogo Sachau).
- Alqosh, monastero di Rabban Ormisda (“Nostra Signora delle messi”), M 50.

### Studi moderni su Severo Sebokht
- (EN)  Sebastian P. Brock, « From Antagonism to Assimilation: Syriac Attitudes to Greek Learning », in Syriac Perspectives on Late Antiquity, vol. 5, Variorum Reprints, Londra, 1984, pp. 17–34, spec. 23–24, 28.
- (EN)  Thomas Hockey et al. (direzione), The Biographical Encyclopedia of Astronomers, Springer, New York, 2007, pp. 1044-1045.
- (EN)  Matti Moosa (direzione e traduzione) The History of Syriac Literature and Sciences, Passeggiata Press, Pueblo, 2000, pp. 65, 108 (tradotto da: I. Aphram Barsoum, Kitāb al‐Luʾluʾ al‐manthūr fī taʾrīkh al‐ʿulūm wa‐ʾl‐ādāb al‐Suryāniyya, Hims, Siria, 1943).
- (FR)  François Nau, « La cosmographie au VIIme siècle chez les Syriens », nella Revue de l'Orient chrétien 5, N. 18 (1910) : 225–254 (analisi del contenuto del manoscritto conservato nella BNF: MS Syr. 346).
- (FR)  François Nau, « Notes d'astronomie syrienne », nel Journal asiatique, serie 10t, 16 (1910) : 209–228, 219–224 (sulle eclissi lunari e i numeri indiani).
- (EN)  Otto Neugebauer, « The Early History of the Astrolabe », in Isis 40 (1949) : 240–256, spec. 242–245, 251–253.
- (EN)  Otto Neugebauer, A History of Ancient Mathematical Astronomy, 3 vol. Springer‐Verlag, New York, 1975, vol. 1, pp. 7–8, vol. 2, pp. 877–878, 1041–1042.
- (EN)  David Pingree, « The Greek Influence on Early Islamic Mathematical Astronomy », nel Journal of the American Oriental Society 93 (1993) : 32–43, spec. 34–35.
- (EN)  David Pingree,« The Teaching of the Almagest in Late Antiquity », in Timothy D. Barnes (dir.), In The Sciences in Greco–Roman Society, Academic Print and Publishing, Edmonton, 1994, pp. 73–98, spec. 94–95.
- (EN)  W. Wright, A Short History of Syriac Literature, Philo Press, Amsterdam, 1966, pp. 137–139.